# 3773 Smithsonian
3773 Smithsonian este un asteroid din centura principală, descoperit pe 23 decembrie 1984 de Oak Ridge Obs..